# Athlétisme aux Jeux olympiques d'été de 1984
Pour des articles plus généraux, voir Jeux olympiques d'été de 1984 et Athlétisme aux Jeux olympiques.
Navigation
Les épreuves d'athlétisme des Jeux olympiques d'été de 1984 ont eu lieu du 3 août au 11 août 1984 au Memorial Coliseum de Los Angeles, aux États-Unis. 1 273 athlètes issus de 124 nations ont pris part aux 41 épreuves du programme (17 féminines et 24 masculines).

## Faits marquants
- Le marathon, le 400 mètres haies, le 3 000 mètres et l'heptathlon féminins figurent pour la première fois au programme des Jeux olympiques.
- Nawal El Moutawakel entre dans l'histoire comme la première femme arabe, africaine et musulmane à remporter une médaille d'or olympique
- Les épreuves ont été fortement influencées par le boycott de nombreux pays, dont l'URSS et l'Allemagne de l'Est.
- L'Américain Carl Lewis remporte 4 médailles d'or: 100 m, 200 m, saut en longueur et relais 4 × 100 m[1].
- Le Britannique Daley Thompson est vainqueur du décathlon, il bat le record du monde et conserve son titre acquis en 1980.
- Le Britannique Sebastian Coe remporte le 1 500 m et conserve son titre acquis en 1980.
- L'Américaine Valerie Brisco-Hooks réussit le doublé en gagnant les 200 m et 400 m.

## Résultats

### Hommes
| Épreuves | Or                                                                           | Argent                                                                           | Bronze                                                                          |
| --- | ---------------------------------------------------------------------------- | -------------------------------------------------------------------------------- | ------------------------------------------------------------------------------- |
| 100 m détails | Carl Lewis 9 s 99                                                            | Sam Graddy 10 s 19                                                               | Ben Johnson 10 s 22                                                             |
| 200 m détails | Carl Lewis 19 s 80                                                           | Kirk Baptiste 19 s 96                                                            | Thomas Jefferson 20 s 26                                                        |
| 400 m détails | Alonzo Babers 44 s 27                                                        | Gabriel Tiacoh 44 s 54                                                           | Antonio McKay 44 s 71                                                           |
| 800 m détails | Joaquim Cruz 1 min 43 s 00 (OR)                                              | Sebastian Coe 1 min 43 s 64                                                      | Earl Jones 1 min 43 s 84                                                        |
| 1 500 m détails | Sebastian Coe 3 min 32 s 53 (OR)                                             | Steve Cram 3 min 33 s 40                                                         | José Manuel Abascal 3 min 34 s 30                                               |
| 5 000 m détails | Said Aouita 13 min 05 s 59 (OR)                                              | Markus Ryffel 13 min 07 s 54                                                     | António Leitão 13 min 09 s 20                                                   |
| 10 000 m détails | Alberto Cova 27 min 47 s 54                                                  | Mike McLeod 28 min 06 s 22                                                       | Mike Musyoki 28 min 06 s 46                                                     |
| Marathon détails | Carlos Lopes 2 h 09 min 21 s (OR)                                            | John Treacy 2 h 09 min 56 s                                                      | Charles Spedding 2 h 09 min 58 s                                                |
| 110 m haies détails | Roger Kingdom 13 s 20 (OR)                                                   | Greg Foster 13 s 23                                                              | Arto Bryggare 13 s 40                                                           |
| 400 m haies détails | Edwin Moses 47 s 75                                                          | Danny Harris 48 s 13                                                             | Harald Schmid 48 s 19                                                           |
| 3 000 m steeple détails | Julius Korir 8 min 11 s 80                                                   | Joseph Mahmoud 8 min 13 s 31                                                     | Brian Diemer 8 min 14 s 06                                                      |
| 4 × 100 m détails | États-Unis Sam Graddy Ron Brown Calvin Smith Carl Lewis 37 s 83 (WR)         | Jamaïque Al Lawrence Greg Meghoo Don Quarrie Ray Stewart 38 s 62                 | Canada Ben Johnson Tony Sharpe Desai Williams Sterling Hinds 38 s 70            |
| 4 × 400 m détails | États-Unis Sunder Nix Ray Armstead Alonzo Babers Antonio McKay 2 min 57 s 91 | Grande-Bretagne Kriss Akabusi Garry Cook Todd Bennett Philip Brown 2 min 59 s 13 | Nigeria Sunday Uti Moses Ugbusien Rotimi Peters Innocent Egbunike 2 min 59 s 32 |
| 20 km marche détails | Ernesto Canto 1 h 23 min 13 s                                                | Raúl González 1 h 23 min 20 s                                                    | Maurizio Damilano 1 h 23 min 26 s                                               |
| 50 km marche détails | Raúl González 3 h 47 min 26 s                                                | Bo Gustafsson 3 h 53 min 19 s                                                    | Sandro Bellucci 3 h 53 min 45 s                                                 |
| Saut en longueur détails | Carl Lewis 8,54 m                                                            | Gary Honey 8,24 m                                                                | Giovanni Evangelisti 8,24 m                                                     |
| Saut en hauteur détails | Dietmar Mögenburg 2,35 m                                                     | Patrik Sjöberg 2,33 m                                                            | Zhu Jianhua 2,31 m                                                              |
| Saut à la perche détails | Pierre Quinon 5,75 m                                                         | Mike Tully 5,70 m                                                                | Earl Bell 5,60 m                                                                |
| Saut à la perche détails | Pierre Quinon 5,75 m                                                         | Mike Tully 5,70 m                                                                | Thierry Vigneron 5,60 m                                                         |
| Triple saut détails | Al Joyner 17,26 m                                                            | Mike Conley 17,18 m                                                              | Keith Connor 16,87 m                                                            |
| Lancer du poids détails | Alessandro Andrei 21,26 m                                                    | Michael Carter 21,09 m                                                           | Dave Laut 20,97 m                                                               |
| Lancer du disque détails | Rolf Danneberg 66,60 m                                                       | Mac Wilkins 66,30 m                                                              | John Powell 65,46 m                                                             |
| Lancer du marteau détails | Juha Tiainen 78,08 m                                                         | Karl-Hans Riehm 77,98 m                                                          | Klaus Ploghaus 76,68 m                                                          |
| Lancer du javelot détails | Arto Härkönen 86,76 m                                                        | Dave Ottley 85,74 m                                                              | Kenth Eldebrink 83,72 m                                                         |
| Décathlon détails | Daley Thompson 8847 pts                                                      | Jürgen Hingsen 8 673 pts                                                         | Siegfried Wentz 8 412 pts                                                       |
| Records et Performances - AR : Record continental (area record) - CR : Record des championnats (championship record) - MR : Record du meeting (meet record) - NR : Record national (national record) - OR : Record olympique (olympic record) - PR : Record paralympique (paralympic record) - PB : Record personnel (personal best) - SB : Meilleure performance personnelle de la saison (season's best) - WL : Meilleure performance mondiale de l'année (world leader) - WJR : Record du monde junior (world junior record) - WR : Record du monde (world record) Circonstances et Conditions - DNF : N'a pas terminé (did not finish) - DNS : N'a pas pris le départ (did not start) - DQ : Disqualification (disqualification) - NM : Aucun essai valable enregistré (No Mark) - Q : Qualifié « directement » au prochain tour (ou à la prochaine compétition), lors d'une compétition majeure, grâce au classement ou à la réalisation des minima (automatic qualifier) - q : Qualifié au prochain tour (ou à la prochaine compétition), lors d'une compétition majeure, grâce au repêchage ou à la réalisation de l'une des meilleures performances parmi celles des « non qualifiés directement » (grâce au meilleur temps ou à la meilleure distance par exemple) (secondary qualifier) |                                                                              |                                                                                  |                                                                                 |

### Femmes
| Épreuves | Or | Argent                                                                                               | Bronze                                                                                             |
| --- | --- | --- | -------------------------------------------------------------------------------------------------- |
| 100 m détails | Evelyn Ashford 10 s 97 (OR) | Alice Brown 11 s 13                                                                                  | Merlene Ottey-Page 11 s 16                                                                         |
| 200 m détails | Valerie Brisco-Hooks 21 s 81 (OR) | Florence Griffith 22 s 04                                                                            | Merlene Ottey-Page 22 s 09                                                                         |
| 400 m détails | Valerie Brisco-Hooks 48 s 83 | Chandra Cheeseborough 49 s 05                                                                        | Kathy Cook 49 s 43                                                                                 |
| 800 m détails | Doina Melinte 1 min 57 s 60 | Kim Gallagher 1 min 58 s 63                                                                          | Fita Lovin 1 min 58 s 83                                                                           |
| 1 500 m détails | Gabriella Dorio 4 min 03 s 25 | Doina Melinte 4 min 03 s 76                                                                          | Maricica Puica 4 min 04 s 15                                                                       |
| 3 000 m détails | Maricica Puica 8 min 35 s 96 (OR) | Wendy Sly 8 min 39 s 47                                                                              | Lynn Williams 8 min 42 s 14                                                                        |
| Marathon détails | Joan Benoit 2 h 24 min 52 s | Grete Waitz 2 h 26 min 18 s                                                                          | Rosa Mota 2 h 26 min 57 s                                                                          |
| 100 m haies détails | Benita Fitzgerald 12 s 84 | Shirley Strong 12 s 88                                                                               | Michèle Chardonnet 13 s 06                                                                         |
| 100 m haies détails | Benita Fitzgerald 12 s 84 | Shirley Strong 12 s 88                                                                               | Kim Turner 13 s 06                                                                                 |
| 400 m haies détails | Nawal El Moutawakel 54 s 61 (OR) | Judi Brown 55 s 20                                                                                   | Cristina Cojocaru 55 s 41                                                                          |
| 4 × 100 m détails | États-Unis Alice Brown Jeanette Bolden Chandra Cheeseborough Evelyn Ashford 41 s 65                                                        | Canada Angela Bailey Marita Payne Angella Taylor-Issajenko France Gareau 42 s 77                     | Grande-Bretagne Simmone Jacobs Kathy Smallwood-Cook Beverley Goddard Heather Hunte 43 s 11         |
| 4 × 400 m détails | États-Unis Lillie Leatherwood Sherri Howard Valerie Brisco-Hooks Chandra Cheeseborough Diane Dixon* Denean Howard-Hill* 3 min 18 s 29 (OR) | Canada Charmaine Crooks Jillian Richardson Molly Killingbeck Marita Payne Dana Wright* 3 min 21 s 21 | Allemagne de l'Ouest Heike Schulte-Mattler Ute Thimm Heide-Elke Gaugel Gaby Bussmann 3 min 22 s 98 |
| Saut en hauteur détails | Ulrike Meyfarth 2,02 m | Sara Simeoni 2,00 m                                                                                  | Joni Huntley 1,97 m                                                                                |
| Saut en longueur détails | Anisoara Stanciu 6,96 m | Valy Ionescu 6,81 m                                                                                  | Susan Hearnshaw 6,80 m                                                                             |
| Lancer du poids détails | Claudia Losch 20,48 m | Mihaela Loghin 20,47 m                                                                               | Gael Martin 19,19 m                                                                                |
| Lancer du disque détails | Ria Stalman 65,36 m | Leslie Deniz 64,86 m                                                                                 | Florenta Craciunescu 63,64 m                                                                       |
| Lancer du javelot détails | Tessa Sanderson 69,56 m | Tiina Lillak 69,00 m                                                                                 | Fatima Whitbread 67,14 m                                                                           |
| Heptathlon détails | Glynis Nunn 6 390 pts (OR) | Jackie Joyner 6 385 pts                                                                              | Sabine Everts 6 363 pts                                                                            |
| Records et Performances - AR : Record continental (area record) - CR : Record des championnats (championship record) - MR : Record du meeting (meet record) - NR : Record national (national record) - OR : Record olympique (olympic record) - PR : Record paralympique (paralympic record) - PB : Record personnel (personal best) - SB : Meilleure performance personnelle de la saison (season's best) - WL : Meilleure performance mondiale de l'année (world leader) - WJR : Record du monde junior (world junior record) - WR : Record du monde (world record) Circonstances et Conditions - DNF : N'a pas terminé (did not finish) - DNS : N'a pas pris le départ (did not start) - DQ : Disqualification (disqualification) - NM : Aucun essai valable enregistré (No Mark) - Q : Qualifié « directement » au prochain tour (ou à la prochaine compétition), lors d'une compétition majeure, grâce au classement ou à la réalisation des minima (automatic qualifier) - q : Qualifié au prochain tour (ou à la prochaine compétition), lors d'une compétition majeure, grâce au repêchage ou à la réalisation de l'une des meilleures performances parmi celles des « non qualifiés directement » (grâce au meilleur temps ou à la meilleure distance par exemple) (secondary qualifier) | | | |

* Athlètes médaillées ayant participé aux séries des relais

## Tableau des médailles

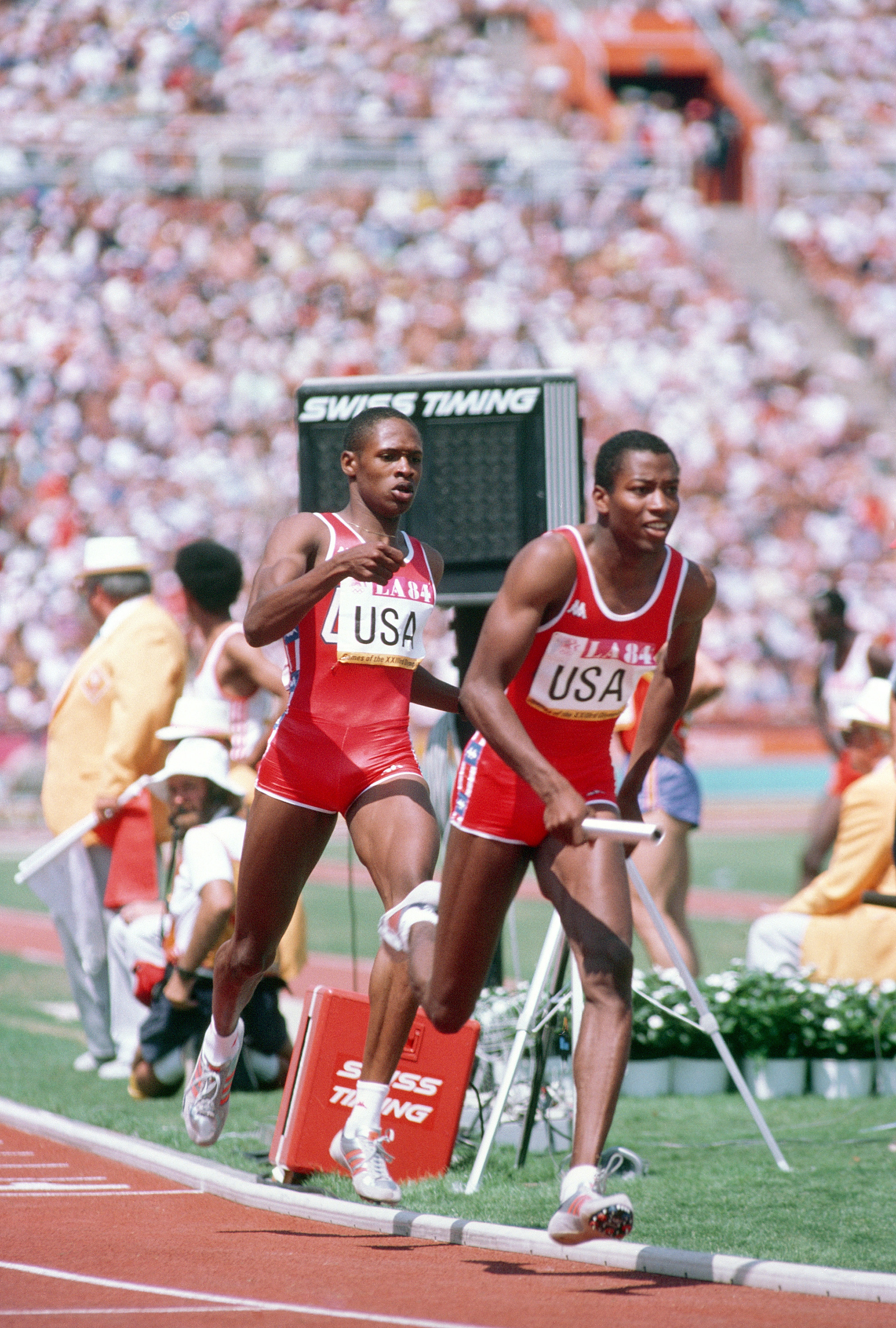
L'Américain Alonzo Babers lors de la finale du 4 × 400 m

| Rang | Nation               | Or | Argent | Bronze | Total |
| ---- | -------------------- | -- | ------ | ------ | ----- |
| 1    | États-Unis           | 16 | 15     | 9      | 40    |
| 2    | Allemagne de l'Ouest | 4  | 2      | 5      | 11    |
| 3    | Grande-Bretagne      | 3  | 7      | 6      | 16    |
| 4    | Roumanie             | 3  | 3      | 4      | 10    |
| 5    | Italie               | 3  | 1      | 3      | 7     |
| 6    | Finlande             | 2  | 1      | 1      | 4     |
| 7    | Mexique              | 2  | 1      | 0      | 3     |
| 8    | Maroc                | 2  | 0      | 0      | 2     |
| 9    | France               | 1  | 1      | 2      | 4     |
| 10   | Australie            | 1  | 1      | 1      | 3     |
| 11   | Portugal             | 1  | 0      | 2      | 3     |
| 12   | Kenya                | 1  | 0      | 1      | 2     |
| 13   | Brésil               | 1  | 0      | 0      | 1     |
| 13   | Pays-Bas             | 1  | 0      | 0      | 1     |
| 14   | Canada               | 0  | 2      | 3      | 5     |
| 15   | Suède                | 0  | 2      | 1      | 3     |
| 16   | Jamaïque             | 0  | 1      | 2      | 3     |
| 17   | Côte d'Ivoire        | 0  | 1      | 0      | 1     |
| 17   | Irlande              | 0  | 1      | 0      | 1     |
| 17   | Norvège              | 0  | 1      | 0      | 1     |
| 17   | Suisse               | 0  | 1      | 0      | 1     |
| 21   | Chine                | 0  | 0      | 1      | 1     |
| 21   | Nigeria              | 0  | 0      | 1      | 1     |
| 21   | Espagne              | 0  | 0      | 1      | 1     |